# Liste des cardinaux créés par Gélase II
Le pape Gélase II (1118-1119) a créé 3 cardinaux dans 2 consistoires.

## 10 mars1118
- Pietro Ruffo

## 1118
- Pietro
- Crisogono.